# 谷地布里克森
谷地布里克森是奥地利蒂罗尔州基茨比尔的一个市镇。总面积31.37平方公里，总人口2700人，人口密度86.1人/平方公里（2005年）。